# Ramaria aurea
Ramaria aurea (Schaeff.) Quél., Flore mycologique de la France et des pays limitrophes (Paris): 467 (1888).
La Ramaria aurea è un fungo commestibile, anche se con cautela, della famiglia delle Gomphaceae.

È una specie tossica da cruda e pertanto richiede una prebollitura. Inoltre consumi esagerati della stessa, come per la maggior parte delle "Ramarie", possono provocare effetti lassativi ed altri fastidi.

Bisogna prestare molta attenzione a non confonderla con altre specie congeneri non eduli oppure velenose, cosa che però avviene molto spesso.

## Descrizione della specie
Corpo fruttifero
Color giallo-oro o giallo-ocraceo, densamente ramificato, con base biancastra o giallina; gli apici delle ramificazioni sono bifidi e ottusi.
Carne
Compatta, bianca; senza odore e sapore caratteristici.
Spore
Ocracee in massa, ellittiche e minutamente verrucose, 10-13 x 4-6 µm.

## Habitat
Fruttifica in estate-autunno, nei boschi misti, sul terreno.  Per lo più sotto faggio.

## Commestibilità
Ottimo commestibile da giovane, previa cottura. Non commestibile da crudo.
Si consiglia di non consumarne quantità eccessive in quanto potrebbe avere effetti lassativi.

Molto ricercato ed apprezzato in alcune regioni d'Italia come in Calabria, più precisamente sull'altopiano della Sila.

Si presta molto bene alla conservazione sott'olio.
Attenzione a non confonderlo con le specie tossiche Ramaria pallida (cui somiglia molto in alcune sue forme decolorate) e Ramaria formosa.

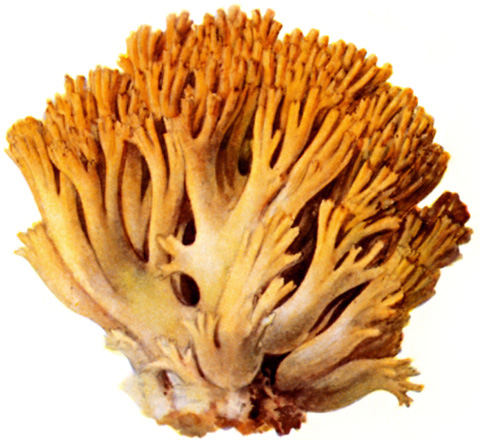
Illustrazione di Ramaria aurea

## Etimologia
Dal latino aureus = di colore dorato, per via del suo colore.

## Sinonimi e binomi obsoleti
- Clavaria aurea Schaeff., Fungorum qui in Bavaria et Palatinatu circa Ratisbonam nascuntur 4: 121 (1774)

## Nomi comuni
- Civita
- Cierru 'e gallu ("cresta di gallo" - dialetto cosentino)
- Jaddhuzzu (dialetto reggino)
- Corallo giallo
- Ditola dorata
- Manina dorata
- Manuzza
- Zatèle de l'ors ("zampette dell'orso" - dialetto trentino)
- Calaffiori ("cavolfiore" - dialetto gallurese)